# Pavillon chinois de Drottningholm

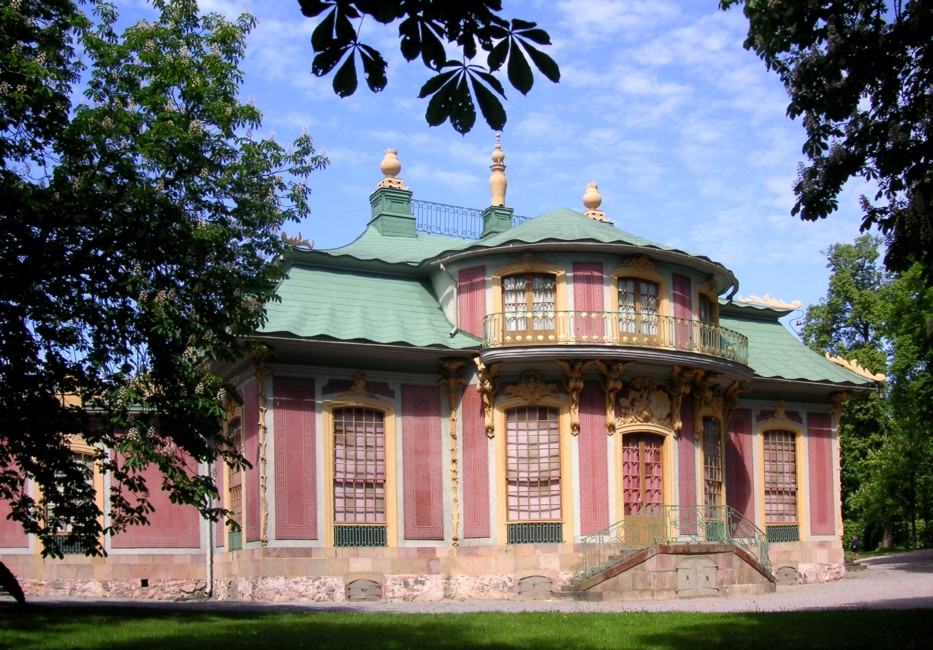
La façade sud du Pavillon chinois.

Le pavillon chinois (Kina slott) est un bâtiment situé dans le parc du château de Drottningholm, sur l'île de Lovön, en Suède. Cette maison de plaisance, édifiée entre 1763 et 1769 sous la direction de l'architecte Carl Fredrik Adelcrantz, est l'un des palais royaux de la monarchie suédoise. Il fait partie du « Domaine royal de Drottningholm » classé dans la liste du patrimoine mondial de l'UNESCO en 1991.

## Histoire
Un premier pavillon chinois est édifié en 1753 sur ordre du roi Adolphe-Frédéric pour l'anniversaire de la reine Louise-Ulrique. Ce bâtiment en bois ne tarde pas à souffrir du climat suédois et il est remplacé par une construction en dur dix ans plus tard : le pavillon actuel. Sa décoration intérieure, de style rococo, présente de nombreux objets ramenés de Chine par la Compagnie suédoise des Indes orientales.